# Vaninobocht
De Vaninobocht (Russisch: Бухта Ванина; Boechta Vanina) is een bocht aan de westelijke zijde van de Tatarensont (Japanse Zee) in de Russische kraj Chabarovsk. De bocht ligt ten noorden van de Baai van Sovjetskaja Gavan, tussen Kaap Veseny in het zuiden, Kaap Boerny in het noorden en Kaap Joezjny ("zuid") en Kaap Severny ("noord") in het westen en bevat een binnendeel en een buitendeel. Het buitendeel heeft een oppervlakte van 5,8 km² en het binnendeel, dat bestaat uit een lange slurf het binnenland in, heeft een oppervlakte van ongeveer 2 km². De diepte varieert tussen de 15 en 18 meter in het buitendeel en tussen de 12 en 15 meter in het binnendeel.
De kusten zijn grillig en heuvelachtig en worden onderbroken door rivieren die in de baai uitstromen, zoals de Oej (Tsjistovodnaja). Het noordelijke en westelijke deel van de baai bestaat uit de bebouwing en havenwerken van de havenplaats Vanino (Vaninski port) en Oktjabrski.
De haven is 's winters meestal slechts voor maximaal 20 tot 30% bevroren (van december tot maart).

## Kerngegevens
- gemiddelde luchtvochtigheid: 77% (juli en augustus: 87%)
- jaarlijks aantal mistdagen: 65 tot 68
- jaarlijks neerslaggemiddelde: 762 mm
- gemiddelde jaarlijkse temperatuur: +2°C (-35°C in januari; +33°C in augustus)